# 阮玉端嫤
茂林公主阮玉端嫤（越南语：／；1838年3月12日—1914年6月26日），越南阮朝紹治帝第十七女，生母才人阮氏京（又作阮氏竹）。

## 生平
明命十九年二月十七日（1838年3月12日），阮玉端嫤在順化京城出生。嗣德六年（1853年），公主16歲，下嫁協辦大學士阮科明之子阮科檢（又作阮科柄）。嗣德二十二年（1869年），嗣德帝封端嫤為茂林公主。維新八年閏五月四日（1914年6月26日），公主去世，壽七十七歲，諡美淑。

## 子女
茂林公主育有二子二女。
- 子阮科詩，官锦衣校尉
- 子阮科詳，早卒
- 女阮氏琇
- 女阮氏珮，早卒